# Steven Gardiner
Steven Gardiner (* 12. září 1995) je bahamský atlet, sprinter, závodící v bězích na 200 a 400 metrů.

## Kariéra
Jako teenager hrál volejbal, ale později se začal věnovat atletice. Největších úspěchů dosáhl na Mistrovství světa v atletice v Londýně roku 2017, kde si doběhl pro stříbrnou medaili v běhu na 400 metrů a na následujícím Mistrovství světa v atletice v katarském Dauhá v roce 2019, kde získal na stejné trati zlatou medaili v osobním rekordu 43,48 s. Jedná se zároveň o národní bahamský rekord, stejně jako v případě jeho osobního rekordu 19,75 s. na trati 200 metrů. Gardiner je zatím jediným bahamským sprinterem, který dokázal zaběhnout zároveň 200 metrů pod 20 sekund a 400 metrů pod 44 sekund.
V roce 2021 zvítězil na Letních olympijských hrách v Tokiu na trati 400 metrů výkonem 43,85 s.
V lednu 2022 překonal halový SR v běhu na 300 metrů časem 31,56 s., čímž překonal o 31 setin sekundy předchozí světový rekord Američana Noaha Lylese z roku 2017.

## Osobní rekordy
- Běh na 200 metrů – 19,75 s. (Coral Gables, 2018) NR
- Běh na 300 metrů - 31,56 s. (Columbia, 2022, hala) HSR
- Běh na 400 metrů – 43,48 s. (Dauhá, 2019) NR
- Štafeta na 4 × 400 metrů – 2:58,49 min. (Rio de Janeiro, 2016) NR